# مغيرة جرمانية

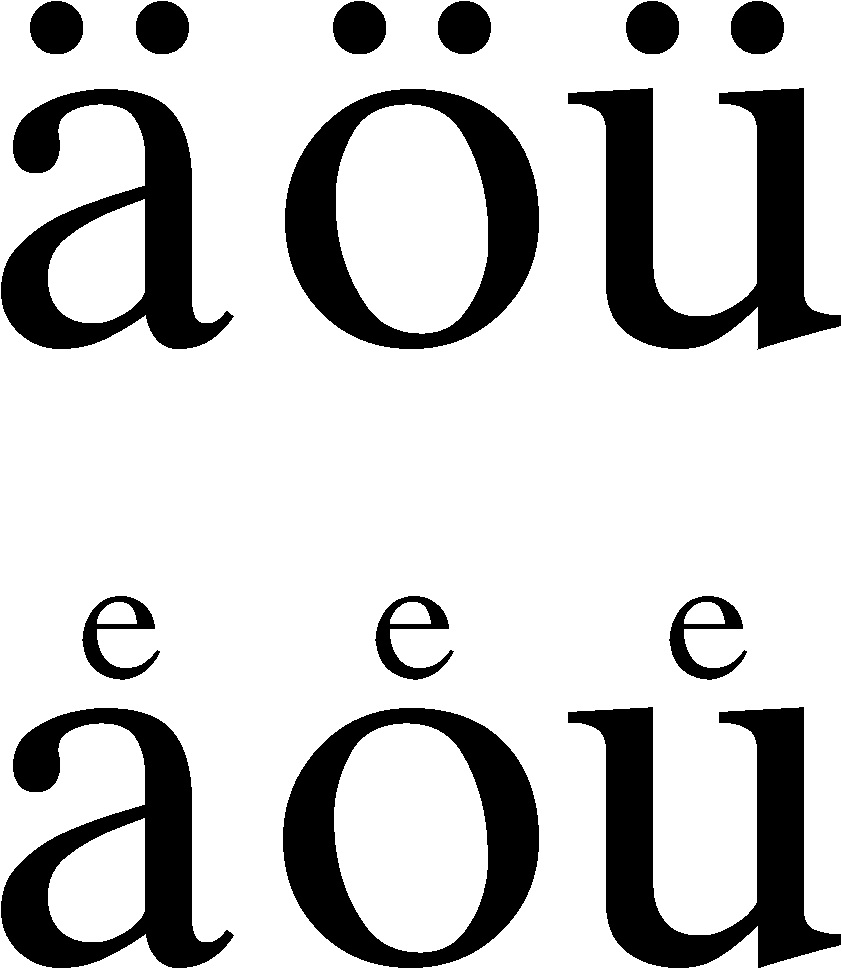
التدوين الجديد والقديم لحروف العلة مشكًّلة

المُغَيِّرة الجرمانية هو نوع شكلة وفيها يتغير صائت خلفي إلى الصائت الأمامي المرتبط به (المواجه) أو أن يصبح الصائت الأمامي يصبح أقرب إلى /i/ (رفع) عندما يحتوي المقطع التالي /i/، /iː/، أو /j/. وهذه العلامة اللغوية توجد بشكل منفصل في مختلف اللغات الجرمانية منذ نحو 450 أو 500 م، وأثرت في كل اللغات المبكرة ماعدا اللغة القوطية. ومثال على اختلاف صوت العلة الناتج هو جمع الكلمة الإنجليزية foot ~ feet (قدم ~ أقدام) (من الجرمانية */fōts/، جمع: */fōtiz/).

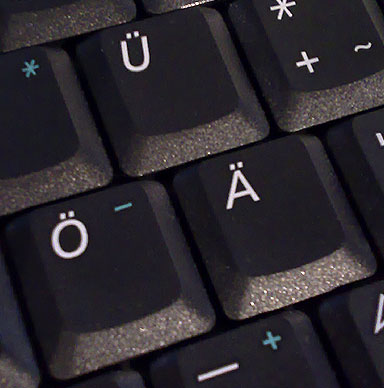
Ä, Ö, Ü على لوحة مفاتيح كمبيوتر ألمانية

## فهرست
- Malmkjær, Kirsten (Ed.) (2002). The linguistics encyclopedia (2nd ed.). London: Routledge, Taylor & Francis Group. ISBN 0-415-22209-5.
- Campbell, Lyle (2004). Historical Linguistics: An Introduction (2nd ed.). Edinburgh University Press.
- Cercignani, Fausto  [لغات أخرى]‏, Early "Umlaut" Phenomena in the Germanic Languages, in «Language», 56/1, 1980, pp. 126–136.
- Cercignani, Fausto  [لغات أخرى]‏, Alleged Gothic Umlauts, in «Indogermanische Forschungen», 85, 1980, pp. 207–213.